# خیواز دوسپانووا
خیواز دوسپانووا (روسی: Хиуаз Каировна Доспанова؛ ۱۵ مه ۱۹۲۲ – ۲۰ مه ۲۰۰۸) فرد نظامی اهل اتحاد جماهیر شوروی سوسیالیستی بود.
وی همچنین برندهٔ جوایزی همچون مدال آزادسازی ورشو، نشان جنگ میهنی، نشان پرچم سرخ کار، و مدال دفاع از قفقاز شده‌است.